# Jagüey Grande
Jagüey Grande är en ort i Kuba.   Den ligger i provinsen Matanzas, i den västra delen av landet, 150 km sydost om huvudstaden Havanna. Jagüey Grande ligger 16 meter över havet och antalet invånare är 54 363.
Terrängen runt Jagüey Grande är mycket platt. Runt Jagüey Grande är det ganska tätbefolkat, med 78 invånare per kvadratkilometer. Det finns inga andra samhällen i närheten. Omgivningarna runt Jagüey Grande är en mosaik av jordbruksmark och naturlig växtlighet.